# Legionella rowbothamii
Espèce
Legionella rowbothamii est une espèce de bactéries gram-négatives de la famille des Legionellaceae.

## Description
Les Legionella rowbothamii sont des bacilles gram-négatifs qui peuvent croître sur milieu BCYE supplémenté en L-cystéine après avoir été mis en co-culture avec une amibe hôte.

## Taxonomie
Le nom correct complet (avec auteur) de ce taxon est Legionella rowbothamii Adeleke et al. 2001.

### Étymologie
L'étymologie de cette espèce est la suivante : row.bo.tham’i.i. N.L. gen. masc. n. rowbothamii, en l'honneur de Timothy Rowbotham, qui a isolé la majorité des souches connues de LLAP et qui a contribué significativement à la connaissance des LLAP.